# Cryptocephalus saucius
Cryptocephalus saucius is een keversoort uit de familie bladkevers (Chrysomelidae). De wetenschappelijke naam van de soort werd in 1852 gepubliceerd door Truqui.